# Baklava
Baklava je sladký zákusek, který se objevuje v mnoha kuchyních v oblasti, kterou ovládala bývalá Osmanská říše, ve Střední Asii, a zemích mezi nimi. Baklava a její varianty jsou tedy populární v Turecku, na Balkáně, ve většině arabského světa, Íránu, na Kavkaze, v Afghánistánu a v zemích turkotatarských národů Střední Asie. Je to sladkost z vrstev tenkého taženého těsta známého jako filo (nebo yufka), plněná sekanými ořechy a slazená sirupem nebo medem.

## Historie
Historie baklavy není dobře zdokumentována; hlásí se k ní řada etnických skupin; nejprůkaznější se zdá, že je turkotatarského původu ze Střední Asie. Aktuální forma byla vyvinuta v sultánských kuchyních paláce Topkapi v Istanbulu.
Americko řecký historik Speros Vryonis identifikoval starověké řecké gastris, kopte, kopton nebo koptoplakous, uvedené v Athánaiově knize Deipnosophistai, jako baklavu a nazval ji „byzantským favoritem“. Nicméně americký historik Charles Perry ukázal, že ačkoli gastris obsahoval náplň ořechů a medu, neobsahoval žádné těsto, místo toho obsahoval med a sezamovou směs podobně jako moderní pasteli nebo chalva.
Perry pak shromáždil důkazy o tom, že vrstvené pečivo bylo vytvořeno turkotatarským obyvatelstvem ve střední Asii, a tvrdí, že „chybějící článek“ mezi středoasijským skládaným či vrstveným pečivem (které nezahrnovalo ořechy) a moderním zákuskem založeném na těstě filo, jako je baklava, je ázerbájdžánské jídlo baki pakhlavası, které obsahuje vrstvy těsta a ořechů. Tradiční uzbecké puskal nebo yupkaa, tatarské yoka, sladké a slané zákusky (burek), připravené z 10-12 vrstev těsta, jsou jiné rané příklady pokrmů z vrstveného těsta v turkotatarských regionech.
Tenké těsto filo, jak se používá dnes, bylo pravděpodobně vyvinuto v kuchyních paláce Topkapi. Sultán obdarovával každého 15. dne v měsíci ramadánu janičáře podnosy s baklavou ve slavnostním průvodu s názvem Baklava Alayı.

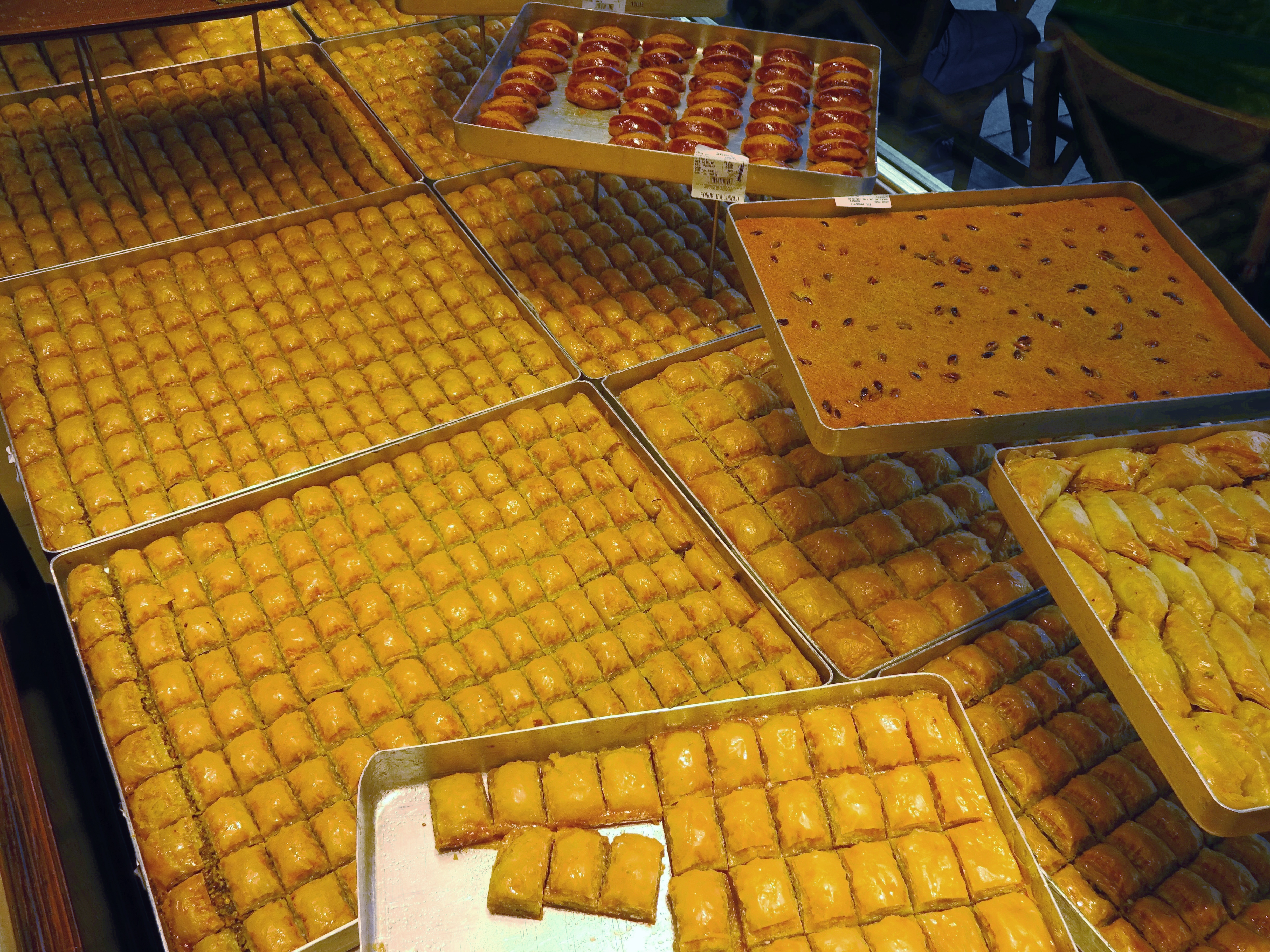
průmyslová příprava baklavy

Ostatní tvrzení o historii baklavy zahrnují: že je asyrského původu, sahajícího do dávné Mezopotámie a byla uvedena v Mezopotámské kuchařce mezi ořechovými pokrmy; že al-Baghdadi popisuje ve své kuchařce ze 13. století, že to byl populární byzantský dezert. Ale Claudia Roden a Andrew Dalby  pro toto nenacházejí žádné důkazy v arabských, řeckých nebo byzantských zdrojích před osmanským obdobím.
Jeden z nejstarších známých receptů na předchůdce baklavy lze nalézt v čínské kuchařce napsané v roce 1330 za dynastie Jüan pod názvem güllach (Buell, 1999). „Güllaç“ se vyskytuje v turecké kuchyni. Vrstvy těsta filo jsou vkládány jedna za druhou do ohřátého mléka s cukrem. Podává se s vlašskými ořechy, čerstvou šťávou z granátových jablek a obvykle se jí během ramadánu.

## Místní verze
Turecký Gaziantep je známý svoji baklavou a považuje se za její rodné město. V roce 2008 turecký patentový úřad registroval geografické označení pro certifikát Antep Baklava.
V Bosně a Hercegovině má většina Bosňanů ráda místní baklavu bohatou na ořechy a náplň. Je to obvyklý recept, ale místo domácího těsta filo se používá zmrazené těsto, které je k dispozici v mnoha obchodech. Bosňané jedí baklavu jen při zvláštních příležitostech, nejvíce ve svatém měsíci ramadánu (Ramazan bosensky) a při svátku Eid (Bajram bosensky). V Íránu se připravuje unikátní sušená verze baklavy jako menší kusy tvaru kosočtverce s příchutí růžové vody.
V Afghánistánu se baklava připravuje do trojúhelníkových tvarů a lehce se sype rozdrcenými pistáciovými ořechy.

## Etymologie
Slovo baklava pochází z turečtiny; někdy je spojena s arabským slovem pro „fazole“ (بقلة / baqlah /), ale slovník moderní arabštiny to uvádí jako nesouvisející, arabské jméno je bezpochyby výpůjčka z turečtiny. Buell (1999) tvrdí, že slovo „baklava“, může pocházet z mongolského kořene baγla - vázat, zabalit, navršit složeného s turkotatarskou verbální koncovkou -v; baγla sám - v mongolštině je slovo přejaté od Turkotatarů. Jméno baklava se používá v mnoha jazycích s menšími fonetickými variantami.
Mezi další verze se řadí název podle arménsko-ázerbájdžánského tenkého nekynutého chleba známého jako lavaš a tureckého slova „bak“ (vypadá jako...). A tímto se tvoří slovní spojení „baklava“ z doslovného překladu „vypadá to jako lavaš“.[zdroj?]